# Amiota dehiscentia
Amiota dehiscentia är en tvåvingeart som beskrevs av Chen och Mahito Watabe 2005. Amiota dehiscentia ingår i släktet Amiota och familjen daggflugor. Inga underarter finns listade i Catalogue of Life.